# Flamsteed (cráter)

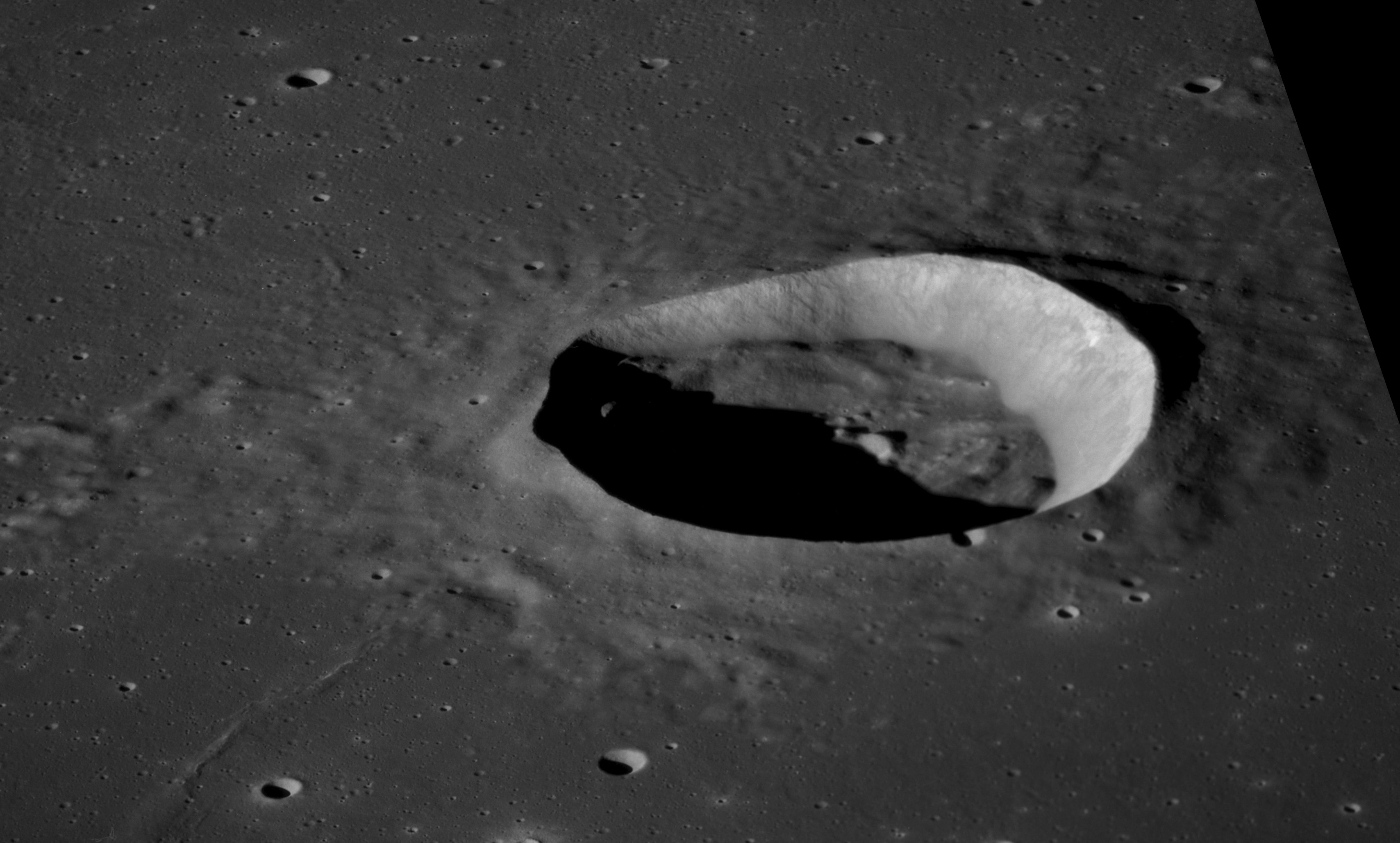
Fotografía de la misión Apolo 12

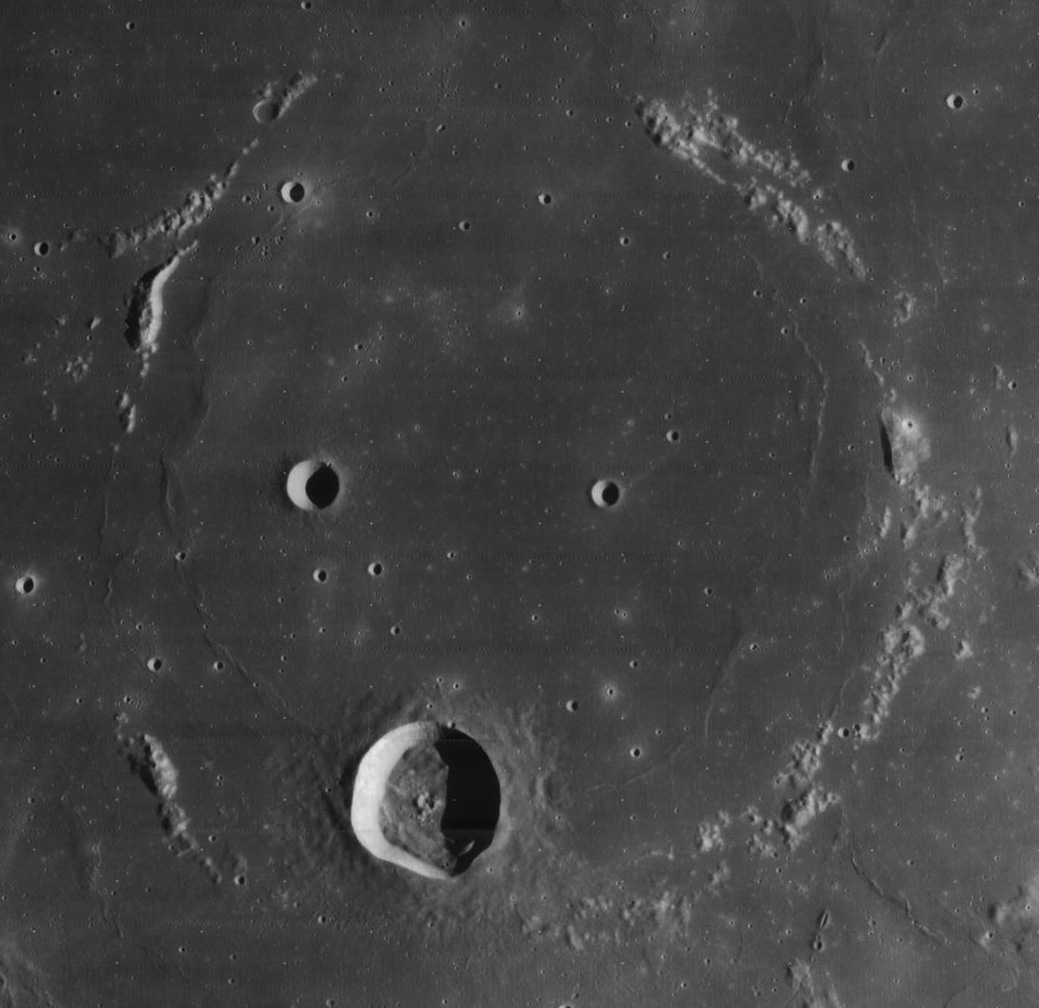
Flamsteed P (anillo de colinas)

Flamsteed es un pequeño cráter de impacto lunar situado en el Oceanus Procellarum. Se encuentra casi al este del cráter de tonos oscuros Grimaldi, y al norte-noroeste de la bahía aparece el cráter Letronne inundado de lava en el borde sur del mar lunar.
|  |

El borde de este cráter no es de forma circular, presentando un abultamiento hacia el sureste. El interior es relativamente llano y carente de impactos significativos. El cráter se encuentra dentro del borde sur de un cráter mayor que ha sido casi totalmente sumergida por los flujos de lava basáltica que formaron el Oceanus Procellarum. Todo lo que queda de este elemento designado Flamsteed P son algunas lomas y colinas dispuestas en una formación circular.
La nave Surveyor 1 alunizó dentro del borde noreste del cráter enterrado Flamsteed P, unos 50 kilómetros al norte-noreste del borde del cráter principal.

## Cráteres satélite
Por convención estos elementos son identificados en los mapas lunares poniendo la letra en el lado del punto medio del cráter que está más cerca de Flamsteed.
|           | \| Flamsteed \| Coordenadas \| Diámetro \| \| --------- \| ---------------------------- \| -------- \| \| A \| 7°54′S 42°54′O / -7.9, -42.9 \| 11 km \| \| B \| 5°54′S 43°42′O / -5.9, -43.7 \| 10 km \| \| C \| 5°30′S 46°18′O / -5.5, -46.3 \| 9 km \| \| D \| 3°12′S 44°54′O / -3.2, -44.9 \| 6 km \| \| E \| 3°42′S 46°06′O / -3.7, -46.1 \| 2 km \| \| F \| 4°42′S 41°06′O / -4.7, -41.1 \| 5 km \| \| G \| 4°48′S 50°54′O / -4.8, -50.9 \| 46 km \| \| H \| 5°54′S 51°42′O / -5.9, -51.7 \| 4 km \| \| J \| 6°36′S 49°18′O / -6.6, -49.3 \| 5 km \| \| K \| 3°06′S 43°42′O / -3.1, -43.7 \| 4 km \| \| L \| 3°24′S 40°54′O / -3.4, -40.9 \| 4 km \| \| M \| 2°24′S 40°36′O / -2.4, -40.6 \| 4 km \| \| P \| 3°12′S 44°06′O / -3.2, -44.1 \| 112 km \| \| S \| 3°24′S 52°12′O / -3.4, -52.2 \| 4 km \| \| T \| 3°06′S 51°36′O / -3.1, -51.6 \| 24 km \| \| U \| 3°36′S 50°12′O / -3.6, -50.2 \| 4 km \| \| X \| 2°18′S 47°18′O / -2.3, -47.3 \| 3 km \| \| Z \| 1°18′S 47°48′O / -1.3, -47.8 \| 3 km \| |          |
| Flamsteed | Coordenadas | Diámetro |
| A         | 7°54′S 42°54′O / -7.9, -42.9 | 11 km    |
| B         | 5°54′S 43°42′O / -5.9, -43.7 | 10 km    |
| C         | 5°30′S 46°18′O / -5.5, -46.3 | 9 km     |
| D         | 3°12′S 44°54′O / -3.2, -44.9 | 6 km     |
| E         | 3°42′S 46°06′O / -3.7, -46.1 | 2 km     |
| F         | 4°42′S 41°06′O / -4.7, -41.1 | 5 km     |
| G         | 4°48′S 50°54′O / -4.8, -50.9 | 46 km    |
| H         | 5°54′S 51°42′O / -5.9, -51.7 | 4 km     |
| J         | 6°36′S 49°18′O / -6.6, -49.3 | 5 km     |
| K         | 3°06′S 43°42′O / -3.1, -43.7 | 4 km     |
| L         | 3°24′S 40°54′O / -3.4, -40.9 | 4 km     |
| M         | 2°24′S 40°36′O / -2.4, -40.6 | 4 km     |
| P         | 3°12′S 44°06′O / -3.2, -44.1 | 112 km   |
| S         | 3°24′S 52°12′O / -3.4, -52.2 | 4 km     |
| T         | 3°06′S 51°36′O / -3.1, -51.6 | 24 km    |
| U         | 3°36′S 50°12′O / -3.6, -50.2 | 4 km     |
| X         | 2°18′S 47°18′O / -2.3, -47.3 | 3 km     |
| Z         | 1°18′S 47°48′O / -1.3, -47.8 | 3 km     |